# Rudolf Frieling
Rudolf Frieling (* 23. März 1901 in Leipzig; † 7. Januar 1986 in Stuttgart) war ein Pfarrer der Christengemeinschaft und Anthroposoph.

## Leben
Rudolf Frieling wuchs in einem protestantischen Pfarrhaus in Leipzig auf. Bereits 1916 bekam er von seinem Vater einen Aufsatz von Friedrich Rittelmeyer zu lesen; ein Jahr später entdeckte er auf dessen Schreibtisch das Buch Wie erlangt man Erkenntnisse der höheren Welten? von Rudolf Steiner.
Nach dem Abitur 1920 studierte er Theologie und Philosophie in Rostock, Marburg und Leipzig. Im selben Jahr konnte er seinen ersten Aufsatz in der von Rittelmeyer herausgegebenen Zeitschrift Christentum und Gegenwart publizieren. Er nahm 1921 am ersten Theologenkurs Steiners in Stuttgart teil, 1922 an der Begründung der Christengemeinschaft. Am 17. September 1922 empfing er die Priesterweihe und half sogleich am Aufbau verschiedener Gemeinden der Christengemeinschaft mit. Nebenbei promovierte er 1924 in Leipzig mit einer kirchengeschichtlichen Arbeit (Die kirchlichen Zustände der Ephorie Chemnitz von 1540–1671 nach den Visitationsakten) zum Dr. phil.
1929 wurde er als „Lenker“ in das Führungsgremium der Christengemeinschaft bestellt. Er wirkte als Priester besonders in Wien sowie als Dozent am Priesterseminar in Stuttgart. Von 1945 bis 1949 war er Pfarrer in Marburg. Von 1949 bis 1955 baute er die Gemeindearbeit in den USA auf. 1960 wurde er der Nachfolger Emil Bocks als „Erzoberlenker“ der Christengemeinschaft; dieses Amt hatte er – wie seine beiden Vorgänger – bis zu seinem Tod inne. Neben seinen Buchveröffentlichungen verfasste er während rund 60 Jahren zahlreiche Aufsätze, die vor allem in der Zeitschrift Die Christengemeinschaft – und teils wiederum in den „Gesammelten Schriften“ – erschienen sind.

## Werke

### Einzelausgaben
- Das heilige Spiel, Stuttgart 1925
- Die sieben Sakramente, Stuttgart 1926
- Die Feier, Stuttgart 1928
- Vom Beten, Stuttgart 1929
- Der Heilige Berg im Alten und Neuen Testament, Stuttgart 1930
- Die Heilige Zahl im Johannes-Evangelium, Stuttgart 1933
- Agape, Stuttgart 1936
- Aus der Welt der Psalmen, Stuttgart 1948
- Vom Wesen des Christentums, Stuttgart 1948
  - 4. Auflage 1993, ISBN 3-87838-260-X
- Die sieben Sakramente in der Geschichte der Christenheit, Stuttgart 1950
  - Neuausgabe 2001, ISBN 3-8251-7288-0
- Vom Beten mit den Verstorbenen (mit Alfred Schütze), Stuttgart 1950
- Von Bäumen, Brunnen und Steinen in den Erzvätergeschichten, Stuttgart 1953
  - auch in den Studien zum Alten Testament (siehe unten) enthalten
- Christentum und Gnosis. Zwei Vorträge (mit Erwin Schühle), Stuttgart 1962
- Bibel-Studien, Stuttgart 1963
- Der Sonntag – eine christliche Tatsache, Stuttgart 1965
  - auch in den Studien zum Alten Testament (siehe unten) enthalten
- Die Verklärung auf dem Berge, Stuttgart 1969
- Christentum und Wiederverkörperung, Stuttgart 1974
- Christentum und Islam. Der Geisteskampf um das Menschenbild, Stuttgart 1977
- Im Zeichen der Hoffnung. Ideen und Gedanken von Rudolf Frieling, hg. v. Werner Bril, Stuttgart 1986, ISBN 3-87838-494-7

### Werkausgabe
- Gesammelte Schriften zum Alten und Neuen Testament, 4 Bände, Stuttgart
  - Band 1: Studien zum Alten Testament, 1983 (enthält die oben genannten Werke und 16 kürzere Aufsätze, teils aus den Bibel-Studien), ISBN 3-87838-343-6
  - Band 2: Psalmen, 1985 (Übersetzungen von und Betrachtungen zu 28 ausgewählten Psalmen), ISBN 3-87838-344-4
  - Band 3: Christologische Aufsätze, 1982 (enthält 49 vom Autor ausgewählte und teilweise neu bearbeitete Aufsätze), ISBN 3-87838-345-2
  - Band 4: Studien zum Neuen Testament, 1986 (mit einem Nachwort von Robert Goebel, S. 309–311, und ausführlicher Bibliographie, S. 365–381), ISBN 3-87838-346-0